# Средиземноморска финта
Средиземноморската финта (Alosa fallax) е вид лъчеперка от семейство Селдови (Clupeidae). Видът е незастрашен от изчезване.

## Разпространение и местообитание
Разпространен е в Албания, Белгия, Босна и Херцеговина, България, Великобритания, Германия, Гибралтар, Грузия, Гърнси, Гърция, Дания, Джърси, Египет, Израел, Ирландия, Испания, Италия, Кипър, Латвия, Ливан, Литва, Мароко, Монако, Нидерландия, Норвегия, Палестина, Полша, Португалия, Румъния, Русия, Сирия, Сърбия, Турция, Украйна, Франция, Хърватия, Черна гора, Швейцария и Швеция.
Среща се на дълбочина от 9 до 153 m, при температура на водата от 2,6 до 11,9 °C и соленост 6,1 – 35,6 ‰.

## Описание
На дължина достигат до 60 cm, а теглото им е около 1500 g.
Продължителността им на живот е около 25 години. Популацията им е стабилна.